# Поспелов, Борис Сидорович
Борис Сидорович Поспелов (1929—1988) — советский конструктор автомобилей, первый руководитель специального конструкторского бюро по роторно-поршневым двигателям (СКБ РПД) Волжского автозавода.

## Биография
Родился 25 апреля 1929 года в деревне Вахромейки Тонкинского района Горьковской области.
Детские и юношеские годы прошли в рабочем поселке Урень, где в 1947 году окончил среднюю школу (в седьмом классе Бориса выбрали комсоргом) и с аттестатом зрелости уехал учиться в г. Горький.
В 1952 году, получив диплом Горьковского политехнического института им. А. А. Жданова по специальности «Инженер-механик по автомобилям» — был принят на Горьковский автомобильный завод в конструкторско-экспериментальный отдел рядовым конструктором.
В ноябре 1966 года, в соответствии с приказом № 250 министра автомобильной промышленности, Бориса Поспелова перевели на строящийся Волжский автомобильный завод в г. Тольятти «для использования на руководящей работе» — заместителем главного конструктора.
18 апреля 1974 года в соответствии с приказом министра автомобильной промышленности СССР А. М. Тарасова на ВАЗе издан приказ генерального директора № 134 о создании в составе управления главного конструктора специального конструкторского бюро по роторно-поршневым двигателям. Первым его руководителем стал Б. С. Поспелов.
Умер в январе 1988 года.

## Награды

### Горьковский автомобильный завод
- В 1960 году за участие в разработке конструкции автоматической коробки перемены передач автомобиля «Чайка» был награждён малой серебряной медалью ВДНХ СССР.
- В 1963 году был занесен в Книгу почёта, а в 1965 году — на Доску почёта.

### Волжский автомобильный завод
- Награждён орденами Трудового Красного Знамени (1971), Дружбы народов (1973) и Знак Почёта (1986), а также медалями.
- Награждён юбилейной медалью в честь Дня машиностроителя (1976) и почетным знаком «Ветеран автомобильной промышленности» (1981).